# Nadim Cheikhrouha

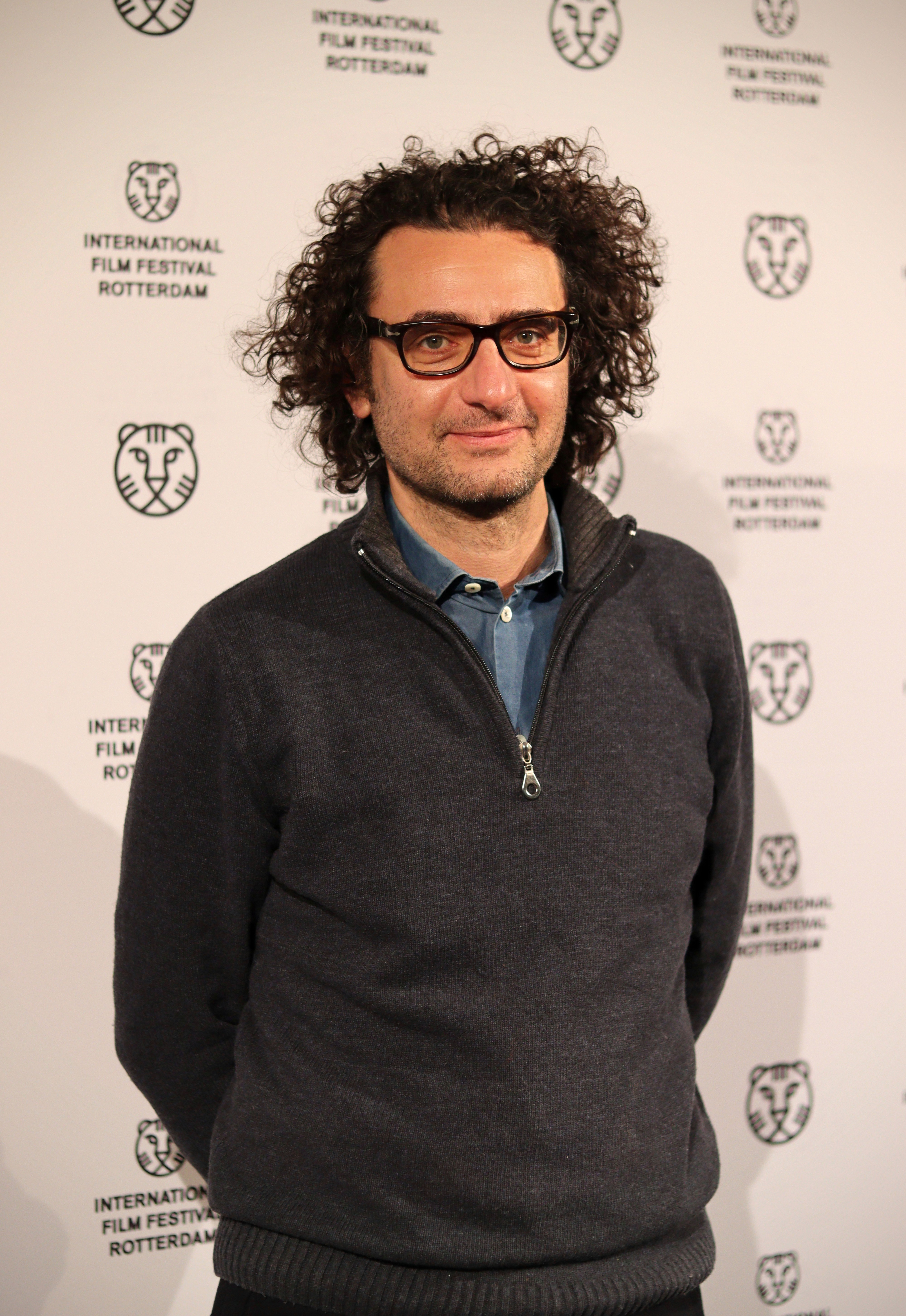
Nadim Cheikhroua (2024)

Nadim Cheikhrouha (* 11. Juni 1975 in Tunesien) ist ein tunesisch-französischer Filmproduzent.

## Leben
Nadim Cheikhrouha wurde 1975 in Tunesien geboren. Er studierte an der École des hautes études commerciales de Paris. Anschließend arbeitete er ein Jahr für TF1 als Filmproduzent. Es folgte ein Wechsel zu TPD Cinema. 2002 wechselte er zu Madarin Film, später zu Screen Runner und Jade Productions. 2011 wurde er als Produzent von Benda Bilili! für einen César nominiert.
2014 gründete er seine eigene Produktionsfirma Tanit Film. Als Produzent von Olfas Töchter wurde er für einen Oscar für den Besten Dokumentarfilm nominiert. Bereits 2020 wurde mit Der Mann, der seine Haut verkaufte ein Film, den er mitproduzierte, für einen Oscar nominiert. Die Nominierung ging aber an Regisseurin Kaouther Ben Hania.

## Filmografie
- 2006: Le secret (Kurzfilm)
- 2008: Paname Follie's
- 2010: Benda Bilili!
- 2011: Der Anschlag (La désintégration)
- 2011: Would You Have Sex with an Arab?
- 2012: Iceland Year Zero
- 2013: Pygmée Blues
- 2015: Fatima
- 2015: Tunisia Clash
- 2016: Hedis Hochzeit (Inhebek Hedi)
- 2016: Burning Hope
- 2017: Aala Kaf ifrit
- 2018: Mein lieber Sohn (Weldi)
- 2020: Der Mann, der seine Haut verkaufte (The Man Who Sold His Skin)
- 2022: Les Harkis
- 2023: Olfas Töchter (Les filles d’Olfa)